# Orthodontopsis bardunovii
Orthodontopsis bardunovii là một loài rêu thuộc họ Orthodontiaceae. Đây là loài đặc hữu của Nga. Môi trường sống tự nhiên của chúng là rừng ôn đới. Chúng hiện đang bị đe dọa vì mất môi trường sống.